# Live in Milwaukee 2008
Live in Milwaukee 2008 (también conocido como Live Pabst Theatre: 23rd April 2008) es un álbum en vivo de la banda británica de rock progresivo Asia y fue publicado en 2009 por The Store for Music. Este álbum forma parte de la colección Official Bootleg Tour 2008.
Este álbum en directo de dos discos fue grabado durante un concierto que realizó el grupo como parte de su gira de promoción del álbum Phoenix, el 23 de abril de 2008 en el Pabst Theatre de Milwaukee, Wisconsin, en los Estados Unidos. Este disco contiene temas de Yes, King Crimson y The Buggles.
Live in Milwaukee 2008 fue relanzado en el 2012 por la misma discográfica.

## Lista de canciones

### Disco uno
| Side one |                                           |                                      |          |  |
| N.º      | Título                                    | Escritor(es)                         | Duración |  |
| 1.       | «Daylight»                                | John Wetton / Geoff Downes           | 6:27     |  |
| 2.       | «Only Time Will Tell»                     | Wetton / Downes                      | 5:04     |  |
| 3.       | «Wildest Dreams»                          | Wetton / Downes                      | 5:53     |  |
| 4.       | «Never Again»                             | Wetton / Downes                      | 5:21     |  |
| 5.       | «Roundabout»                              | Jon Anderson / Steve Howe            | 8:28     |  |
| 6.       | «Time Again»                              | Wetton / Downes / Carl Palmer / Howe | 5:34     |  |
| 7.       | «Bolero»                                  | Steve Howe                           | 3:49     |  |
| 8.       | «Clap»                                    | Steve Howe                           | 5:24     |  |
| 9.       | «Voice of America»                        | Wetton / Downes                      | 3:47     |  |
| 10.      | «The Smile Has Left Your Eyes» (acústico) | John Wetton                          | 3:57     |  |
| 11.      | «Ride Easy» (acústico)                    | Wetton / Howe                        | 5:32     |  |
| 12.      | «Open Your Eyes»                          | Wetton / Downes                      | 7:03     |  |

### Disco dos
| Side one |                                 |                               |          |  |
| N.º      | Título                          | Escritor(es)                  | Duración |  |
| 1.       | «Fanfare for the Common Man»    | Aaron Copland                 | 9:19     |  |
| 2.       | «Without You»                   | Wetton / Howe                 | 6:01     |  |
| 3.       | «An Extraordinary Man»          | Wetton / Downes               | 5:28     |  |
| 4.       | «The Court of the Crimson King» | Ian McDonald / Peter Sinfield | 5:23     |  |
| 5.       | «Video Killed the Radio Star»   | Geoff Downes                  | 4:55     |  |
| 6.       | «The Heat Goes On / Drum Solo»  | Wetton / Downes               | 11:06    |  |
| 7.       | «Heat of the Moment»            | Wetton / Downes               | 8:20     |  |
| 8.       | «Don't Cry»                     | Wetton / Downes               | 4:10     |  |
| 9.       | «Sole Survivor»                 | Wetton / Downes               | 6:26     |  |

## Formación
- John Wetton — voz principal y bajo
- Geoff Downes — teclados y coros
- Carl Palmer — batería
- Steve Howe — guitarra acústica, guitarra eléctrica y coros